# プロレタリアート

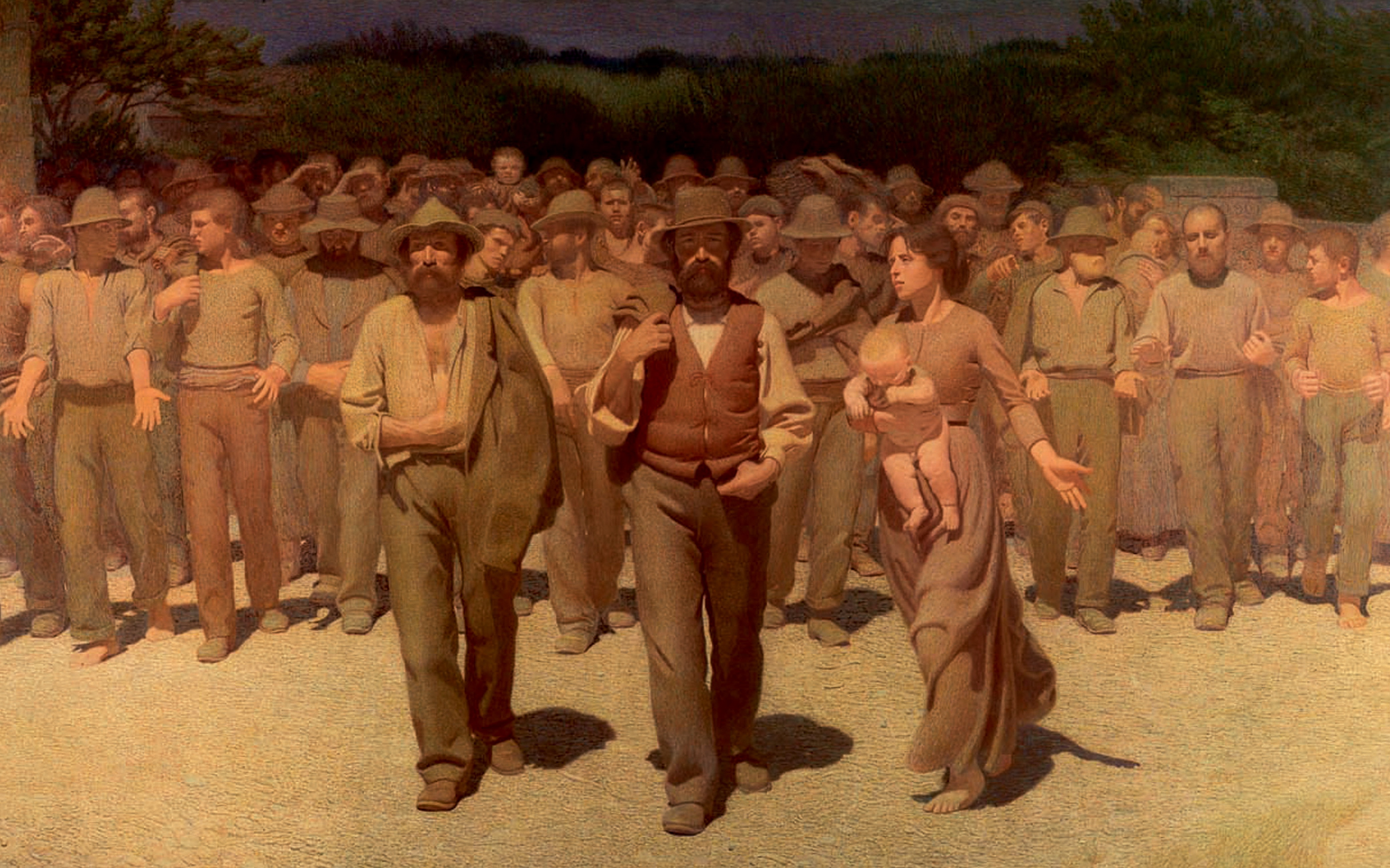
プロレタリアートを描いた絵画

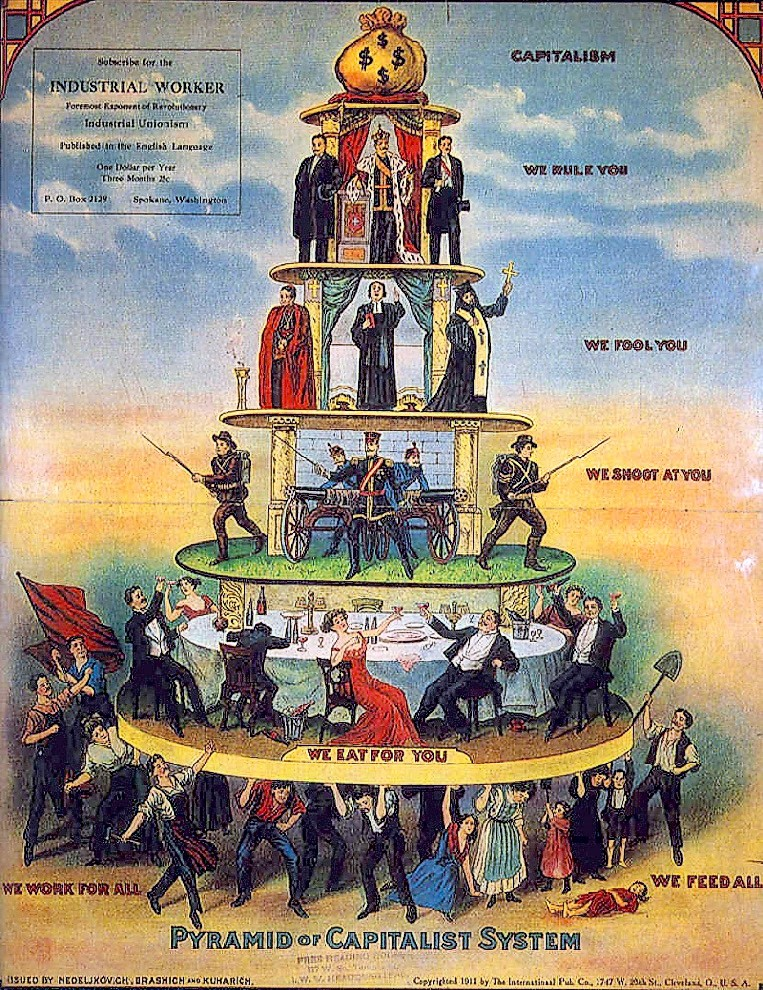
階層社会の風刺画。底辺がプロレタリアート

プロレタリアート（ドイツ語: Proletariat）とは、資本主義社会における賃金労働者階級のこと。無産階級とも呼ばれる。個々の賃金労働者はプロレタリアと呼ばれる。雇用する側の資本家階級を指すブルジョワジーと対になった概念で、カール・マルクスとフリードリヒ・エンゲルスが『共産党宣言』で使った例によって広く普及した。

## 歴史
古代ローマ時代には帝国の広大な属州から搾取した莫大な富がローマに集積し、ローマ市民は労働から解放されていた。次第にパンとサーカスに没頭して働くことを放棄した者（多くは土地を所有しない）も増えていった。このような市民は住民統計ケンスス（ラテン語: cēnsus：センサス→国勢調査）で、自分の子供（ラテン語: prōlēs）以外に富を生み出す財産を持っていなかった階層としてプロレタリー（prōlētārii、単数形prōlētārius）と呼ばれた。国政調査ではローマ市民を財産別に６階級に分け、子供以外には財産を持たない層をprolēs「子供」+tārius「作る者」と記載したのである。
フランスの二月革命など欧州各地で起きた1848年革命に強く影響を与えた、ドイツの法学者ローレンツ・フォン・シュタインが1842年に執筆・刊行した著書『今日のフランスにおける社会主義と共産主義』で、この語を資本主義体制下の生産手段を持たない貧困階級の意味で使ったのが有意の初出とされる。
マルクスとエンゲルスは、1848年に刊行された『共産党宣言』の中で、「今日まであらゆる社会の歴史は、階級闘争の歴史である」という歴史観を述べた。その上で、近代ブルジョワ社会においては全社会がブルジョワジーとプロレタリアートに分かれていくこと（両極分解論）、そして最終的にはプロレタリア革命によってプロレタリアートが勝利し、階級対立の歴史が終わることを予言した。
エンゲルスが1895年に死んだ後、マルクス主義政党として急速に勢力を拡大していたドイツ社会民主党において修正主義論争が起こった。エドゥアルト・ベルンシュタインは株式会社制度のためイギリスやフランスにおいて有産層はむしろ増えていることを指摘し、『共産党宣言』の両極分解論を否定した。事実、西欧先進国においてはプロレタリア政党は権力を獲得できなかった。むしろプロレタリアートが多数を占めていないロシアや中国において革命が起こった。
1989年に起きた東欧革命と1991年のソビエト連邦の崩壊でソビエト連邦や東欧の主だった社会主義体制国家が崩壊し、資本主義体制下で存続していた共産党をはじめとする数ある共産主義政党・社会主義政党も社会主義革命を目指した政党綱領を放棄し、あるいは綱領中で党がもっぱらその利益を代表するとしたプロレタリアート概念を取り下げて、特定の階級を代表しない、いわゆる国民政党へ転じたため、政治的に有意に用いられるのは存続した社会主義体制国家とその支配政党にほぼ限定されるものとなった。
ただし、新自由主義的な経済政策のもと、正規雇用にありつけず安定した生活が送れない多くの人々が生み出され、経済先進国に出現した新たな貧困層をプロレタリアートになぞらえて不安定なプロレタリアート＝プレカリアートと呼ぶようになり、この概念は姿を変えて存続している。